# Amakudari
Amakudari (天下り?   literalmente, ”descendido del cielo”) es la práctica institucionalizada en donde un ex-burócrata japonés de alto rango se retira y es nombrado para un puesto importante en una compañía privada. Actualmente, esta práctica es considerada en mayor medida como corrupta y ha arrastrado a una relación interdependiente entre el estado y el sector privado.

## Definición
El término en su forma literal significa “descendido del cielo” y se refiere al descenso de los dioses del cielo a la tierra descrito en la mitología japonesa; actualmente, este término es usado como una metáfora en donde el “cielo” son los escalafones más altos del gobierno y la “tierra” se refiere al sector corporativo privado.
En el amakudari, los servidores públicos de mayor rango se retiran a organizaciones privadas que tengan nexos o estén subordinados a sus ministerios o agencias a las que puedan alcanzar a su edad de retiro, usualmente entre los 50 y 60 años dentro del servicio público. Los antiguos oficiales pueden conspirar con sus antiguos colegas para ayudar a sus nuevos empleadores a tener contratos gubernamentales seguros, evitar inspecciones regulares y generalmente tener un tratamiento preferencial de la burocracia.
Los amakudari también pueden ser una recompensa para el tratamiento preferencial proveído por los oficiales a sus nuevos empleadores durante su período en el servicio público.
En el más estricto significado para amakudari, los burócratas se retiran a las compañías privadas; pero existen otras formas en donde los burócratas son nombrados en corporaciones gubernamentales, llamado yokosuberi (横滑り?   ”moverse de lado”), o tienen nombramientos sucesivos en el sector público y privado, wataridori (渡り鳥?   ”ave migratoria”) o se convierten en políticos e inclusive miembros del parlamento (seikai tenshin).
Analistas políticos han identificado al amakudari como una característica central en la estructura política y económica de Japón. La práctica es considerada como una atadura entre el sector público y privado con el fin de prevenir cambios políticos y económicos.

## Historia
El amakudari es una práctica común en muchas ramas del gobierno japonés pero actualmente está sujeto a los esfuerzos del gobierno en regular esta práctica. La presión de reducir el retiro a las corporaciones pueden generar en un incremento de burócratas que se retiran a otras organizaciones del sector público.
Un estudio de 1990 sugiere que los retiros amakudari a grandes compañías por burócratas de ministerios importantes, tales como el Ministerio de Finanzas tuvo su pico en 1985, pero la práctica tuvo un incremento en burócratas provenientes de otras organizaciones gubernamentales, tales como la Agencia Nacional de Impuestos. Como consecuencia, el porcentaje de antiguos burócratas trabajando en el sector privado se mantenía estable en el 2%.
Una serie de escándalos a mediados de la década de 1990 provocó que los medios de comunicación se enfocaran en el amakudari. En el escándalo de contratos generales de 1994, se descubrieron actos de corrupción de parte de burócratas asociados con contratistas de construcción, desencadenando en el arresto de Shin Kanemaru, un político de alto rango, por evasión de impuestos. En el escándalo hipotecario de 1996, los prestamistas hipotecarios japoneses generaron un gasto excesivo de préstamos que ocasionó una deuda irreparable valorada en 6 billones de yenes (65,7 mil millones de dólares) y una crisis financiera. Aparentemente, la industria debía estar regulada por el Ministerio de Finanzas, pero la presencia de antiguos burócratas en los puestos más importantes de las empresas hipotecarias desviaron dicha regulación.
No fue hasta la década siguiente en la que los primeros ministros actuaron con políticas que tenían como fin limitar a los amakudari, aunque no está claro si estas regulaciones han tenido efecto. En julio de 2002, el primer ministro Jun'ichirō Koizumi ordenó estrictamente la abolición del amakudari, por su asociación con la corrupción entre el sector privado y la política. El sucesor de Koizumi, el primer ministro Shinzō Abe promulgó nuevas leyes como parte de un compromiso político para la erradicación total del amakudari en 2007, pero sus reformas fueron criticados como inoperantes y como una táctica que favorecía las elecciones de la Cámara Baja en julio de 2007.
Mientras que las leyes se han enfocado en limitar el amakudari hacia las compañías privadas, el número de burócratas que se retiran a trabajos relacionados con otras organizaciones gubernamentales (yokosuberi) ha aumentado a 27.882 nombramientos en 2006, unos 5.789 más que en 2005. Estas organizaciones, que totalizan unos 4.576, reciben el 98% del gasto para proyectos estatales sin estar sujetos a procesos de licitación, como ocurre con las compañías privadas.

## Estatus legal
El amakudari está sujeto a reglas que fueron revisadas en abril de 2007 como respuesta a los escándalos de corrupción. Bajo las nuevas reglas, los ministerios son obligados a detener de manera paulatina la ayuda a los burócratas en la búsqueda de nuevos trabajos dentro de los tres próximos años a partir de 2009. A su vez, se conformará un centro de trabajo a finales de 2008 que tomará el rol de búsqueda de trabajos y las agencias de gobierno y ministerios le estará vedada la búsqueda de nuevos empleos para los retirados.
Pero también la ley eliminó una prohibición de dos años que prevenía el retiro de oficiales que obtenían empleos en las compañías que tenían negocios propios durante los cinco años anteriores al retiro, que podían incrementar el número de amakudari. También la regulación dejó considerables subterfugios legales, incluyendo la omisión de restricciones en el wataridori, donde los burócratas retirados se movían de una organización a otra. Los burócratas podían retirarse a trabajar en otra agencia gubernamental y podía intercambiar su trabajo a una compañía privada posteriormente. Los críticos manifiestan que el gobierno puede prevenir de mejor manera al amakudari aumentando la edad de retiro de los burócratas más allá de los 50 años.
En octubre de 2006, 339 entidades públicas violaron las leyes relativas a los amakudari, unas 38 más que en el año 2005. Estos casos declinaron a 166 en julio de 2007.

## Impacto
Como ocurre con varios escándalos, los efectos del amakudari han sido documentados por una gran cantidad de investigadores.
Algunos estudios indican que el amakudari promueve mayor riesgo en las actividades de negocios. Un estudio de 2001 encontró que los bancos con empleados amakudari se comportaban de manera “menos” discreta que la mayoría de servidores públicos que emplearon (medido por la tasa capital-bienes, un indicador de comportamiento discreto de los bancos).
Muchos estudios encontraron que las compañías con empleados amakudari eran sujetos a menor revisión de parte de las agencias gubernamentales. Alrededor del 70% de los contratos públicos otorgados a las organizaciones cuyos empleadores fueron promovidos a través del amakudari fueron otorgados sin un proceso de licitación en 2005. Los contratos fueron valorados por un total de 233 mil millones de yenes. En cambio, un 18% de las compañías privadas que no tenían exburócratas en su nómina, obtuvieron contratos sin licitación.